# Tổng giáo phận Rabat
Tổng giáo phận Rabat (tiếng Pháp: Archidiocèse de Rabat; tiếng Latinh: Archidioecesis Rabatensis) là một tổng giáo phận của Giáo hội Công giáo Rôma ở Maroc. Tổng giáo phận được thành lập bởi Giáo hoàng Piô XI ngày 2/7/1923 dưới tên Hạt Đại diện Tông tòa Rabat, và được nâng cấp thành một tổng giáo phận bởi Giáo hoàng Piô XII vào ngày 14/9/1955.
Nhà thờ mẹ và ngai tòa tổng giám mục được đặt tại Nhà thờ chính tòa Thánh Phêrô, Raba, Rabat. Tổng giám mục đương nhiệm là Cristóbal López Romero, được bổ nhiệm vào ngày 29/12/2017.

## Lãnh đạo

### Đại diện Tông tòa Rabat
1. Victor Colomban Dreyer, O.F.M Cap. (1923–1927), sau trở thành Đại diện Tông tòa Canale di Suez {Kênh đào Suez}, Ai Cập
2. Henri Vielle, O.F.M. (1927–1946)
3. Louis Lefèbvre, O.F.M. (1947–1955)

### Tổng giám mục Rabat
1. Louis Lefèbvre, O.F.M. (1955–1968)
2. Jean Chabbert, O.F.M. (1968–1982), sau trở thành Tổng giám mục Perpignan-Elne, Pháp (danh hiệu cá nhân)
3. Hubert Michon (1983–2001)
4. Vincent Landel, S.C.J. (2001–2017)
5. Cristóbal López Romero, S.D.B. (2017–hiện tại) (Thăng hồng y năm 2019)

### Giám mục phó
- Jean-Berchmans-Marcel-Yves-Marie-Bernard Chabbert, O.F.M. (1967-1968)
- Vincent Louis Marie Landel, S.C.I. di Béth. (1999-2001)

### Giám mục phụ tá
- Pierre-Jean-Marie-Louis Peurois, O.F.M. (1936-1946), từ nhiệm; (1957?-1959)